# Knallhart
Knallhart (tysk for Knaldhård) er en tysk spillefilm af Detlev Buck fra 2006, efter en ungdomsroman af Gregor Tessnow.

## Handling
Den femtenårige Michael Polischka (David Kross) må sammen med sin mor Miriam (Jenny Elvers) flytte fra villaen i den velstående bydel Zehlendorf i Vest-Berlin til den fattige og nedslidte, multietniske bydel Neukölln. Dr. Peters (Jan Henrik Stahlberg), morens mangeårige sambo, finder hende ikke længere seksuelt attraktiv og smider hende derfor ud.
Efter at være blevet sat på gaden må de flytte ind i en kommunal lejlighed, mens moren leder efter en mand som kan forsørge dem. Den engle-agtige overklassedreng Polischka bliver mobbet i skolen og må finde nye overlevelsesstrategier i den hårde hverdag. Han bliver udsat for afpresning fra en ungdomsbande. Sammen med skolekammeraterne Crille (Arnel Taci) og Matze (Kai Müller) bryder han ind i en villa i Zehlendorf for at skaffe penge til banden.
Errol (Oktay Özdemir), bandens leder, er imidlertid ikke fornøjet. Men narkohandleren Hamal redder Polischka, og til gengæld må Michael arbejde som pusher for Hamal. Hamal udnytter unge drenge til at levere narkotika for ham, men er samtidig en faderfigur for dem.
Først drejer det sig bare om små mængder, men senere får han en større opgave. Under denne opgave bliver han overrasket, og rygsækken med narkopengene (80 000 euro) havner på et forbipasserende S-tog. Dermed bliver Polischka et problem.
En nat får han overrakt en revolver under Autobahn, for at skyde Errol, som ligger bundet på bakken, eller alternativt sig selv. Efter lang tid følger i morgendæmringen et skud.
I stedet for at tage hjem med sine arbejdsgivere, bestemmer Polischka sig for at melde sig til politiet. Forklaringen for politiet danner filmens rammehandling.

## Medvirkende
- David Kross: Michael Polischka
- Jenny Elvers: Miriam Polischka (mor)
- Jan Henrik Stahlberg: Dr. Peters
- Oktay Özdemir: Errol
- Erhan Emre: Hamal
- Kida Ramadan: Barut

## Filmpriser
- 2006: Deutscher Filmpreis i sølv og i kategorierne
  - Bedste klip
  - Bedste musik
- 2006: FIPRESCI-prisen fra internationale filmkritikere ved Filmfestivalen i Berlin